# Pla del Roure
El Pla del Roure, és una plana de muntanya del terme municipal de Castell de Mur, a l'antic terme de Mur, al Pallars Jussà. Es troba en territori del poble de Miravet.
És situat a llevant de Miravet, al nord-oest del Solà de Miravet i a ponent de les Ribes.